# Huștîn, Borșciv
Huștîn (în ucraineană Гуштин) este o comună în raionul Borșciv, regiunea Ternopil, Ucraina, formată numai din satul de reședință.

## Demografie
Componența lingvistică a comunei Huștîn
     Ucraineană (99,15%)
     Alte limbi (0,85%)
Conform recensământului din 2001, majoritatea populației comunei Huștîn era vorbitoare de ucraineană (99,15%), existând în minoritate și vorbitori de alte limbi.